# Trường Trung học phổ thông chuyên Hùng Vương, Gia Lai
Trường Trung học phổ thông chuyên Hùng Vương (CHVGL; tiếng Anh: Hùng Vương Gifted High School) là một trường Trung học phổ thông chuyên công lập nằm ở phường Diên Hồng, tỉnh Gia Lai. Được thành lập vào năm 1993, đây là một trong ba trường trung học phổ thông chuyên của tỉnh và là trường chuyên duy nhất thuộc khu vực phía tây tỉnh Gia Lai.
Được coi là cơ sở giáo dục đi đầu của tỉnh, trường đã được ghi nhận về những thành thích học tập xuất sắc và sự đổi mới thường xuyên trong cách thức giáo dục. Nhiều học sinh trong trường đã giành được rất nhiều giải thưởng trong nước và ngoài nước như kỳ thi học sinh giỏi quốc gia, kỳ thi khoa học – kỹ thuật. Mặc dù tuổi đời còn rất trẻ nhưng trường đã vươn lên và trở thành một trong những trường học dẫn đầu về chất lượng giáo dục toàn tỉnh và khu vực Tây Nguyên, hiện nay trường đã được công nhận lại đạt chuẩn quốc gia vào năm 2018.

## Lịch sử
Trường Trung học phổ thông chuyên Hùng Vương được thành lập vào ngày 15 tháng 5 năm 1993 với tên gọi ban đầu là trường Trung học phổ thông chuyên tỉnh Gia Lai. Sau 5 năm thành lập, trường đổi tên thành trường Trung học phổ thông Hùng Vương, trong đó có hệ chuyên. Trải qua 10 năm thành lập, đến ngày 12 tháng 9 năm 2008, Ủy ban nhân dân tỉnh Gia Lai đã ra quyết định thành lập lại trường Trung học phổ thông chuyên trên nền tảng là trường Trung học phổ thông Hùng Vương.
Sáng ngày 30 tháng 5 năm 2010, Ban Xây dựng các công trình trọng điểm tỉnh Gia Lai đã tổ chức lễ khởi công tái xây dựng lại trường. Dự án trường Trung học phổ thông chuyên Hùng Vương được đầu tư xây dựng mới hoàn toàn trên diện tích đất 16.800 m² tại vị trí cũ, gồm các hạng mục công trình chính: Nhà học lý thuyết, nhà thực hành, nhà hiệu bộ, nhà đa năng và các hạng mục phụ trợ cùng trang thiết bị dạy và học, giảng đường, thư viện, phòng y tế,... Dự kiến tổng mức đầu tư xấp xỉ 76,5 tỷ đồng trích từ nguồn ngân sách Trung ương và địa phương, thời gian thực hiện từ năm 2009 đến 2012 (phân chia thành 3 giai đoạn).

## Mô hình đào tạo

### Cơ cấu tổ chức
Trường được tổ chức với mô hình ban giám hiệu điều hành và quản lý chung với Hiệu trưởng là cô Lê Thị Thu (thạc sĩ Ngữ văn) và các Phó Hiệu trưởng bao gồm:
- Thầy Nguyễn Minh Sơn, phụ trách công tác chuyên môn của nhà trường.
- Cô Mai Thị Vui, phụ trách công tác quản lí học sinh và các phong trào thi đua.
- Thầy Huỳnh Công Tráng, phụ trách cơ sở vật chất.

Hệ thống giáo viên của trường được chia làm các tổ chuyên môn. Các tổ chuyên môn gồm: Toán, Tin học, Ngữ văn, Lịch sử – Giáo dục Kinh tế và Pháp luật, Ngoại ngữ, Sinh học, Địa lí, Thể dục – Giáo dục Quốc phòng và An ninh, Vật lí, Hóa học và các tổ Giáo vụ, Văn phòng.
| Chuyên    | Lớp  | Số lượng tuyển sinh | Điểm chuẩn  | Điểm chuẩn  | Điểm chuẩn  | Điểm chuẩn  | Điểm chuẩn | Điểm chuẩn |
| Chuyên    | Lớp  | Số lượng tuyển sinh | 2020        | 2021        | 2022        | 2023        | 2024       | 2025       |
| --------- | ---- | ------------------- | ----------- | ----------- | ----------- | ----------- | ---------- | ---------- |
| Ngữ văn   | C1A  | 70                  | 33,45       | 33,05       | 35,90       | 34,80       | 35,60      | 32,15      |
| Ngữ văn   | C1B  | 70                  | Tuyển 1 lớp | Tuyển 1 lớp | Tuyển 1 lớp | Tuyển 1 lớp | 35,60      | 32,15      |
| Tiếng Anh | C2A  | 70                  | 34,90       | 36,00       | 35,98       | 33,90       | 35,50      | 33,30      |
| Tiếng Anh | C2B  | 70                  | 34,90       | 36,00       | 35,98       | 33,90       | 35,50      | 33,30      |
| Toán      | C3A  | 70                  | 32,45       | 31,40       | 29,40       | 33,40       | 35,05      | 32,60      |
| Toán      | C3B  | 70                  | 32,45       | 31,40       | 29,40       | 33,40       | 35,05      | 32,60      |
| Vật lí    | C4   | 35                  | 32,13       | 26,25       | 32,26       | 34,00       | 34,90      | 27,55      |
| Hóa học   | C5A  | 70                  | 27,85       | 31,35       | 29,08       | 30,35       | 31,10      | 27,60      |
| Hóa học   | C5B  | 70                  | 27,85       | 31,35       | 29,08       | 30,35       | 31,10      | 27,60      |
| Sinh học  | C6   | 35                  | 28,70       | 26,95       | 21,11       | 25,15       | 26,30      | 22,30      |
| Lịch sử   | C7   | 35                  | 28,20       | 28,85       | 24,00       | 27,60       | 26,70      | 24,20      |
| Tin học   | C8   | 35                  | 32,30       | 33,05       | 29,05       | 32,30       | 32,10      | 30,45      |
| Địa lí    | C9   | 35                  | 30,65       | 27,55       | 31,30       | 33,65       | 28,85      | 26,40      |
| Tổng      | Tổng | 455                 |             |             |             |             |            |            |

### Tuyển sinh
Kì thi tuyển sinh vào lớp 10 của trường thường được tổ chức vào đầu tháng 6 hằng năm, ngoại trừ năm học 2020–2021 vì những ảnh hưởng của đại dịch COVID-19 tại Việt Nam mà công tác tuyển sinh của trường được dời lại đến giữa tháng 7. Thông thường trường tuyển 465 chỉ tiêu, bao gồm hệ chuyên tuyển 11 lớp với 385 học sinh và hệ không chuyên tuyển 2 lớp với 80 học sinh. Từ năm học 2024-2025, trường ngừng tuyển sinh hệ không chuyên. Việc tuyển sinh chia thành 2 vòng, sơ tuyển và thi tuyển. Các thí sinh phải trải qua các môn thi gồm Toán, Ngữ văn, Ngoại ngữ và 1 môn chuyên. Nếu môn chuyên là các môn trên, các thí sinh phải làm môn này 2 bài thi, 1 bài thi không chuyên và 1 bài thi chuyên có mức yêu cầu cao hơn.

## Học sinh

### Hoạt động ngoại khoá
Trường Trung học phổ thông chuyên Hùng Vương gồm nhiều hội nhóm câu lạc bộ đang hoạt động. Đây là những tổ chức học sinh được Đoàn trường giám sát, được đánh giá là có rất nhiều hoạt động ý nghĩa trong năm học, góp phần hình thành và rèn luyện nhiều kỹ năng sống tích cực, phát huy tinh thần tự học hỏi sáng tạo và trải nghiệm, từ đó giúp cho các em phát triển toàn diện cả về thể chất, tinh thần và năng lực xã hội.
Hằng năm, trường thường tổ chức một cuộc thi có tên Huyền thoại Vua Hùng nhằm tuyển chọn những học sinh xuất sắc tham dự chương trình Đường lên đỉnh Olympia.

## Thành tích

### Đường lên đỉnh Olympia
| Thí sinh              | Năm thi    | Tuần            | Tháng           | Quý             | Chung kết năm | Nguồn                |
| --------------------- | ---------- | --------------- | --------------- | --------------- | ------------- | -------------------- |
| Lê Ngọc Thọ           | Olympia 6  | Nhất – 200 điểm | Nhất – 240 điểm | Nhì – 180 điểm  |               |                      |
| Trịnh Thanh Sơn       | Olympia 8  | Nhất – ? điểm   |                 |                 |               | [ 19 ]               |
| Tống Thị Hải Hà       | Olympia 11 | Nhì – 220 điểm  |                 |                 |               |                      |
| Trịnh Quốc Anh        | Olympia 12 | Nhất – 285 điểm | Nhất – 265 điểm | Ba – 155 điểm   |               | [ 20 ]               |
| Trương Kiều Trinh     | Olympia 13 | Nhất – 220 điểm | Nhất – 290 điểm | Ba – 175 điểm   |               | [ 21 ] [ 22 ] [ 23 ] |
| Từ Thị Thanh Hòa      | Olympia 15 | Nhất – 210 điểm | Ba – 70 điểm    |                 |               | [ 24 ] [ 25 ]        |
| Đường Văn Khánh       | Olympia 16 | Nhất – 275 điểm | Nhất – 250 điểm | Ba – 160 điểm   |               | [ 26 ] [ 27 ] [ 28 ] |
| Nguyễn Phan Thúy Hiền | Olympia 17 | Nhất – 290 điểm | Nhì – 180 điểm  | Ba – 150 điểm   |               | [ 29 ] [ 30 ] [ 31 ] |
| Lê Nguyễn Hữu Quốc    | Olympia 18 | Nhất – 270 điểm | Nhất – 250 điểm | Nhì – 230 điểm  |               | [ 32 ] [ 33 ] [ 34 ] |
| Nay Đinh Nhật Vỹ      | Olympia 19 | Nhất – 335 điểm | Ba – 220 điểm   |                 |               | [ 35 ] [ 36 ]        |
| Trần Nhật Quang       | Olympia 20 | Nhất – 290 điểm | Nhì – 230 điểm  |                 |               | [ 37 ] [ 38 ]        |
| Nguyễn Vũ Nhật Huy    | Olympia 21 | Ba – 210 điểm   |                 |                 |               |                      |
| Đặng Quốc Khánh       | Olympia 22 | Nhất – 340 điểm | Nhất – 285 điểm | Nhì – 170 điểm  |               |                      |
| Dương Tiến Hải        | Olympia 23 | Nhất – 310 điểm | Ba – 130 điểm   |                 |               |                      |
| Nguyễn Quốc Nhật Minh | Olympia 24 | Nhì – 260 điểm  | Nhất – 190 điểm | Nhất – 250 điểm | Ba – 85 điểm  |                      |
| Lưu Văn Kiên          | Olympia 25 | Nhì – 190 điểm  |                 |                 |               |                      |

### Các kì thi học sinh giỏi và Olympic
Danh sách được trích từ trang web chính thức của trường.
- 294 học sinh đạt giải trong các kì thi Học sinh giỏi cấp Quốc gia.
- 628 học sinh đạt giải Học sinh giỏi cấp tỉnh.
- 213 học sinh đạt huy chương Olympic 30/4.
- 64 học sinh đạt giải trong Hội thi giải toán trên máy tính cầm tay cấp tỉnh và 9 học sinh đạt giải cấp khu vực.
- 03 học sinh được chọn thi vào đội tuyển Olympic quốc tế.

Ngoài ra 34 học sinh được du học nước ngoài do ngân sách nhà nước tài trợ. Tiêu biểu có các em Trương Nguyên Vũ, Trương Phước Lai, Hoàng Việt Cường, Lê Thị Ngọc Hương, Lê Ngọc Thọ,...